# Communauté de montagne de la Murgie Tarentine

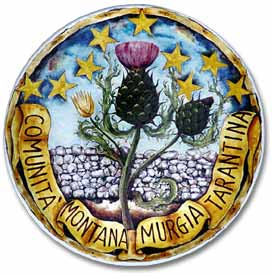
Logo de la Communauté de montagne de la Murgie Tarentine.

La Communauté de montagne de la Murgie Tarentine (Comunità Montana della Murgia Tarantina en italien) est un territoire italien regroupant neuf communes de montagnes en province de Tarente.
Les neuf communes sont : Castellaneta, Crispiano, Ginosa, Laterza, Massafra, Montemesola, Mottola, Palagianello et Palagiano.
Créée en 1999, son siège est à Mottola, au Viale Turi.